# Arvernusok

Gallia az i. e. 1. században, az arvernus törzs szállásterületeivel

A arvernusok ókori gall (kelta) törzs volt, akik a mai Franciaország Lyon (Lyons) régióját népesítették be. Auvergne egykori tartomány névadói.
Az arvernusoké az egyik legerősebb gall törzs volt. Legnagyobb városuk Gergovia volt (a mai Clermont-Ferrand közelében). Eredetileg az ő törzsük volt talán a legnagyobb hatalmú a gallok között az i. e. 3. és 2. század fordulóján, Luernius királyuk (törzsfőjük) alatt. A fiát, Bituitust azonban i. e. 123-ban a rómaiak legyőzték, és az arvernusok hatalma a haeduusokra és a sequanusokra szállt át.
Gallia egyik legnagyobb hatalmú és leghiresebb uralkodója az arvernus Vercingetorix volt. Egyesítette a gall törzseket a rómaiak ellen, de az alesiai csatában Julius Caesartól vereséget szenvedett és római fogságban halt meg.

## Forrás
- ↑ Matyszak: Philip Matyszak: Az ókori világ elfeledett népei. Budapest: Lingea. 2022.  ISBN 978-963-505-097-0